# 진왕 자영
진왕 자영(秦王 子嬰, ? ~ 기원전 206년)은 중국 진나라의 마지막 군주이다. 이세황제 호해의 형의 아들로, 조고를 숙청하고 진왕(秦王)으로서 즉위하였다. 전말은 알 수 없으나, 상제(殤帝)로 일컬은 예가 확인된다.

## 생애
호해의 치세에 이르러, 실권은 환관 조고의 손에 있었다. 조고는 진나라의 통일 공신인 이사와 몽염을 고문 끝에 반역을 저지르려고 했다는 허위자백을 받아 가족과 함께 숙청하였다. 심지어는 황위까지 탐내고 있었다.
그리하여, 기원전 207년 10월에 조고는 호해가 술과 여색에 빠져 제국이 파탄에 이르렀다는 명분을 이끌고 이세황제를 자결시켰다.
조고는 공자 자영을 후계자로 낙점하고, 이미 6국이 부활한 이상 황제는 적합하지 않다고 여겨 진왕(秦王)에 추대하였다. 자영은 두 아들과 협조하여 조고를 죽일 계획을 세웠고, 즉위식 전에 은밀히 자객들을 보내 조고와 그 가문을 몰살시켰다.
그리고 이미 진나라는 시황제와 이세황제의 폭정으로 인하여 곳곳에서 "왕후장상의 씨가 따로 있는가?"라는 선동으로 유명한 진승과 오광의 난 등의 농민반란이 일어났고, 당시 유방과 항우 등 여러 호걸들도 진나라에 대항할 만큼 혼란스러웠다.
그리하여 대신들은 자영에게 제위에서 물러나라고 간청하였고 자영은 이 의견을 수렴하여 수도 함양 앞에서 진을 치고 있던 유방에게 가 항복을 청하고 옥새를 바치니, 불과 재위 46일 만이었다.
당시, 항우는 자영이 자신에게 항복하지 않고 유방에게 항복한 것에 대해 매우 불편한 심기를 가지고 있었고, 그리하여 항우는 함양에 들어오자 자영에게 트집을 잡고 계속 캐물었다.
겁이 난 자영이 우물쭈물하자 항우는 나라를 잘못 다스린 죄가 크다며 자영의 목을 베었으며 이 때, 자영의 죽음을 본 많은 백성들이 항우에게 항의하자 항우는 그들 역시 무자비하게 참살하였다고 한다.